# Géographie de Vaucluse
Pour un article plus général, voir Vaucluse (département).

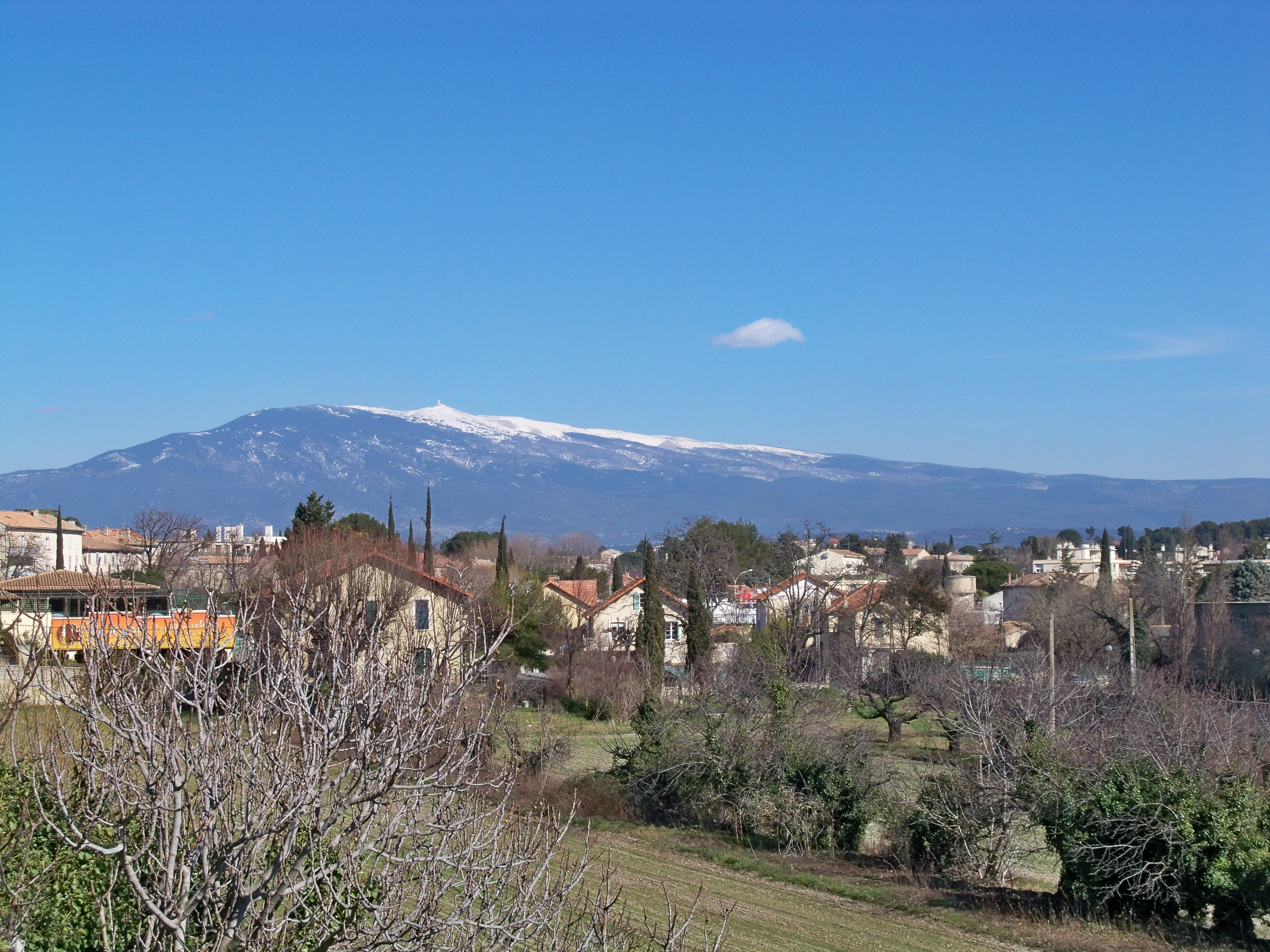
Vue sur le mont Ventoux enneigé, depuis Carpentras

Le département de Vaucluse est un département français du sud-est de la France, en région Provence-Alpes-Côte d'Azur, situé en rive gauche du Rhône.

## Situation et accès
Situé au nord-ouest de la région PACA, le Vaucluse a comme départements limitrophes
- Le Gard, à ouest, en région Languedoc-Roussillon, séparé par le Rhône ;
- La Drôme, au nord, en région Rhône-Alpes ;
- Les Alpes-de-Haute-Provence, à l'est ;
- Le Var, à l'est ;
- Les Bouches-du-Rhône, séparé par la Durance.

Les grands axes nationaux permettant l'accès au département de Vaucluse sont divers
- Axes routiers :
  - L'Autoroute A7, entre les  19 Bollène, au nord, et  25 Cavaillon, au sud, est situé le long du Rhône, à l'ouest du département ;
  - La Route nationale 7, longeant l'autoroute A7 ;
  - La RD100, devenue RD900, reliant l'est du Gard, à l'Italie, via Avignon, Apt, Digne-les-Bains, sur le tracé de l'ancienne voie Domitienne ;
- Autres accès :
  - La gare d'Avignon TGV, ainsi que celle d'Avignon-Centre permettent de rallier Marseille, la Côte d'Azur, mais aussi Paris, Lyon ou Montpellier, en plus du réseau départemental et régional.
  - L'aéroport Avignon-Provence

## Relief
| \| \| Baronnies Monts de Vaucluse Luberon Uchaux Plaine du Comtat Venaissin Plateau d'Albion Tricastin Durance Rhône |
| Localisation de Vaucluse en France                                                                                   |

| Localisation de Vaucluse en France |

Le mont Ventoux, à l'est du département, est le point culminant du département. À son pied, à l'ouest, il est bordé par les Dentelles de Montmirail. Au sud du mont Ventoux s’étalent les monts de Vaucluse, marquant la moitié est du département, au sein desquels se trouve la fontaine de Vaucluse, les gorges de la Nesque et le col de Murs. Au sud de ce massif, bordant la partie sud du département se trouve le massif du Luberon, dont le point culminant est le Mourre Nègre. Approximativement au centre du massif se trouve la combe de Lourmarin, gorges permettant une traversée de part-en-part. D'autres gorges, celle de Régalon, sont également une curiosité du massif. La plaine du Comtat, qui recouvre un tiers du département, a une altitude moyenne de l'ordre de 100 mètres et ne présente pas de relief important.

## Régions naturelles
Le département de Vaucluse compte plusieurs zones naturelles protégées :
- une quinzaine de sites Natura 2000
- plusieurs sites naturels classés
- une réserve naturelle géologique
- une réserve de chasse et de faune sauvage
- 2 Parcs naturels régionaux :
  - Parc naturel régional du Mont-Ventoux
  - Parc naturel régional du Luberon

Paysages du Vaucluse :
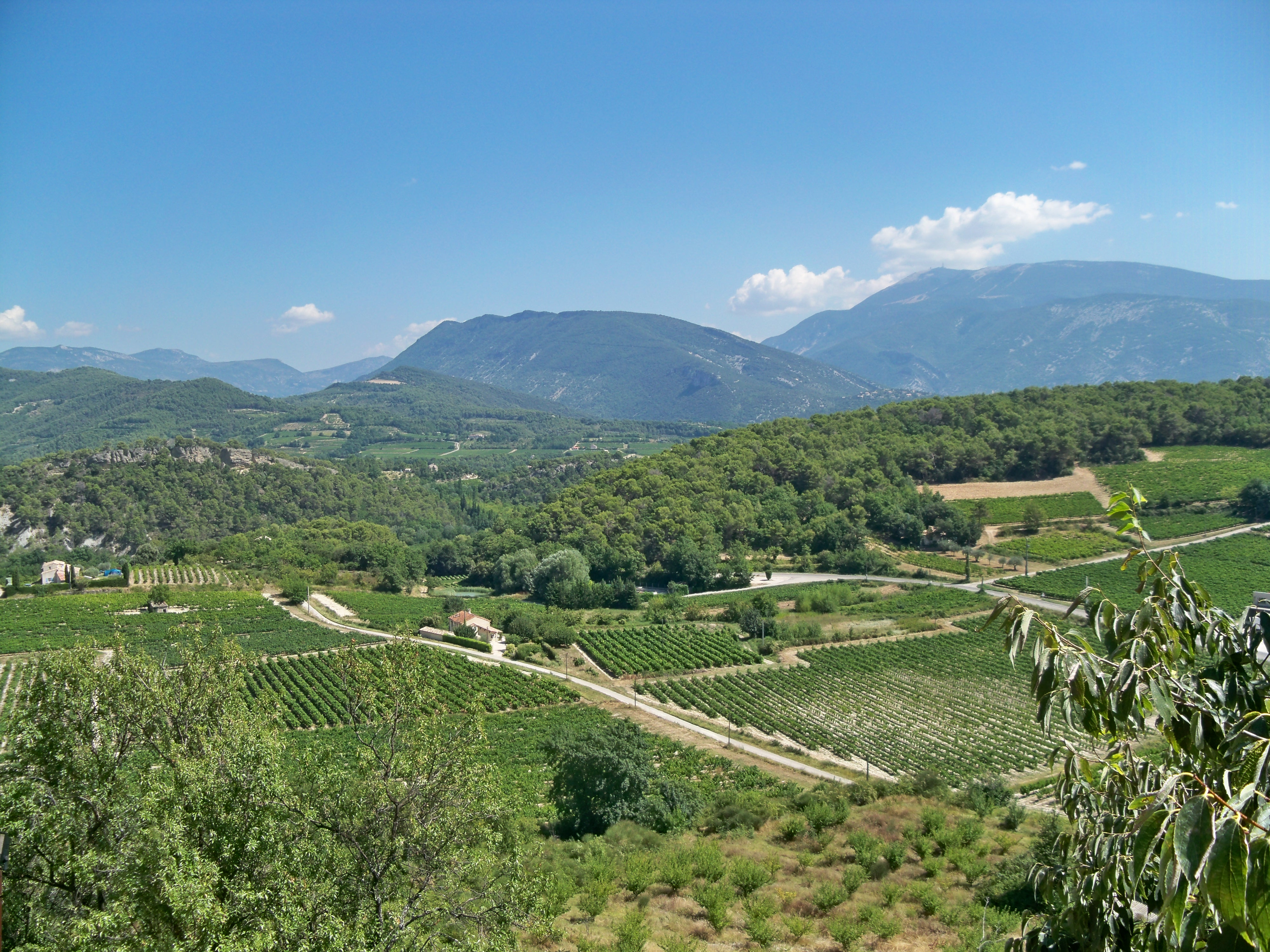
Vignoble à Faucon, au pied des Baronnies et du mont Ventoux, au nord.
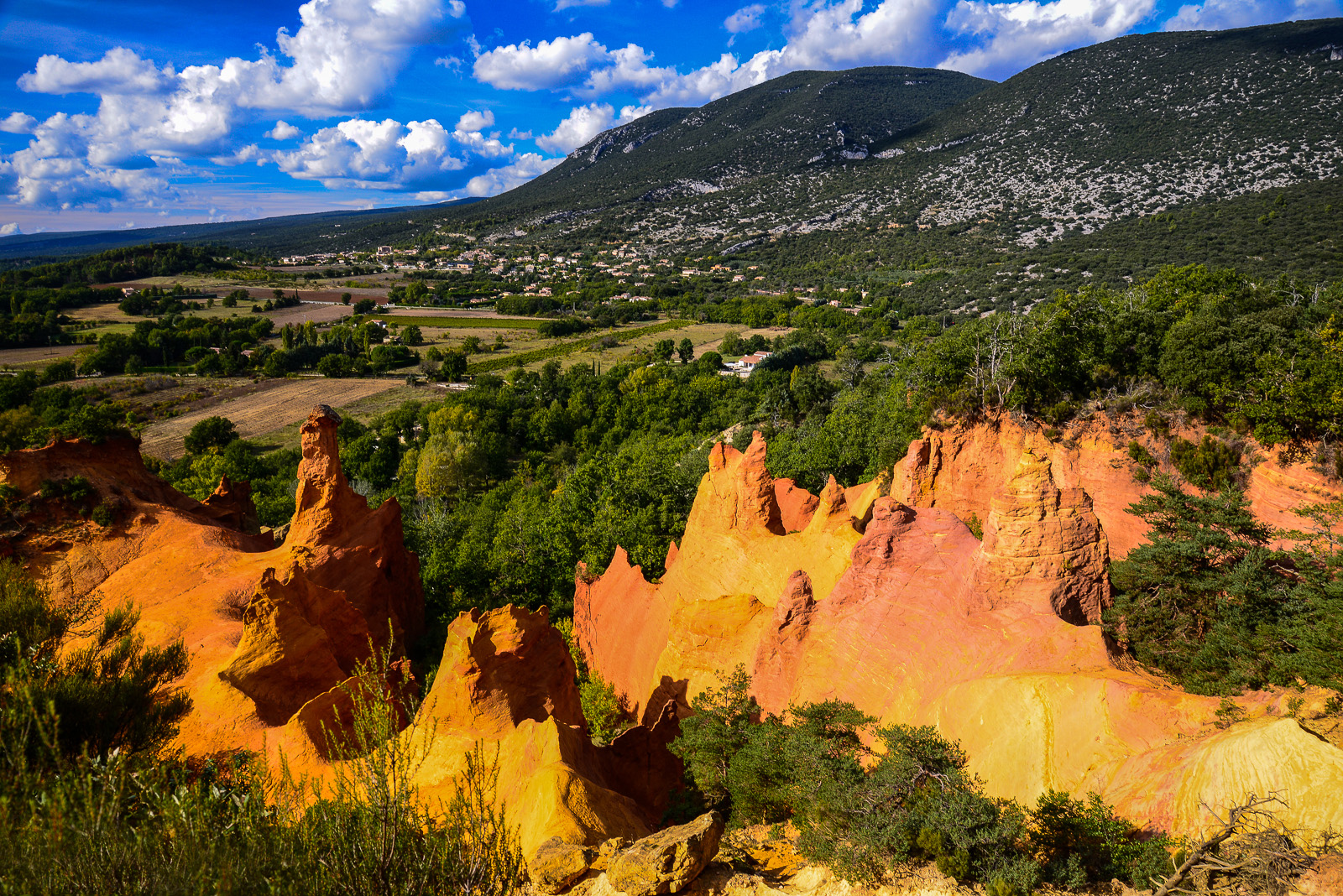
Colorado provençal à Rustrel dans l'est.
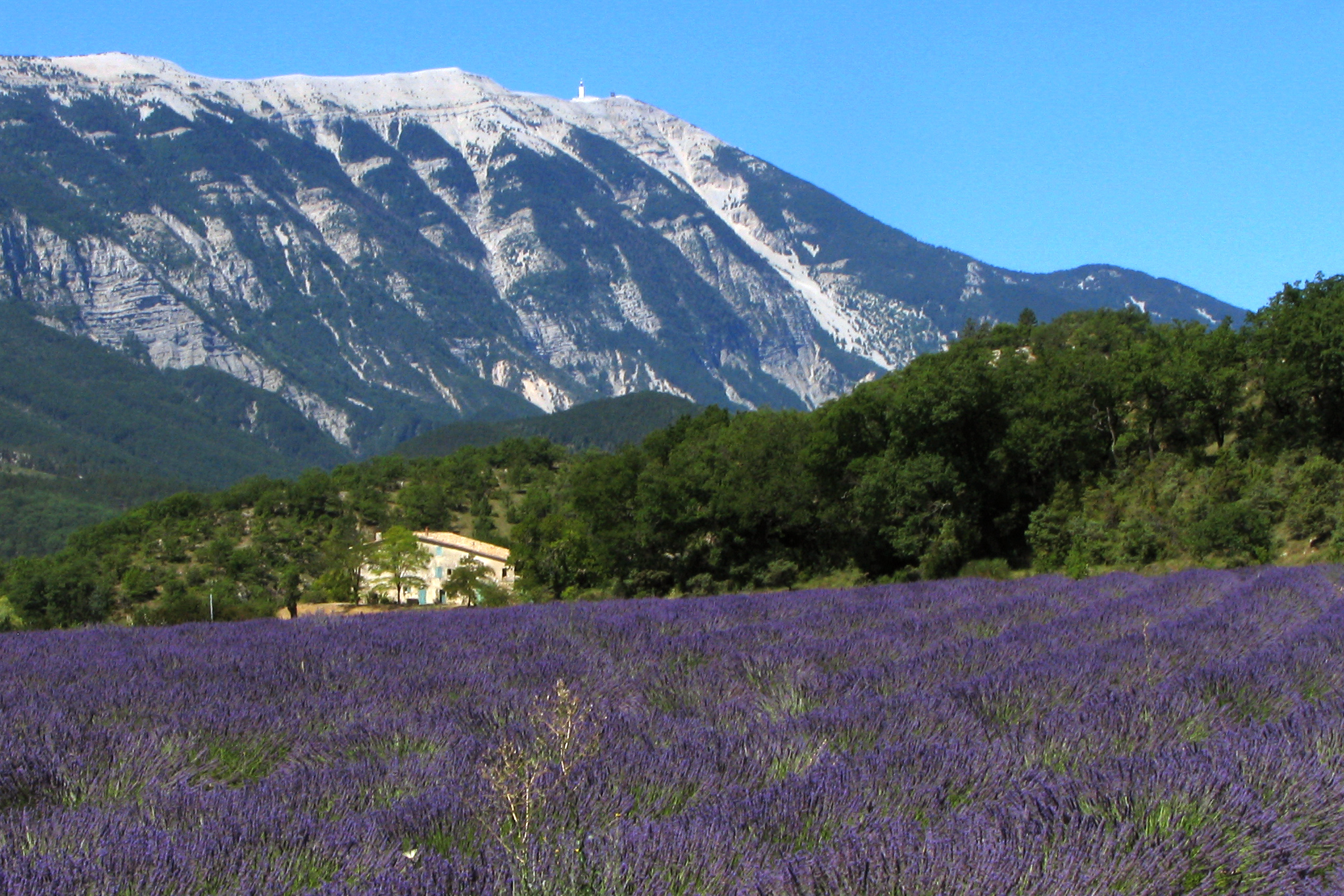
Champ de lavande près du mont Ventoux, au nord-est.
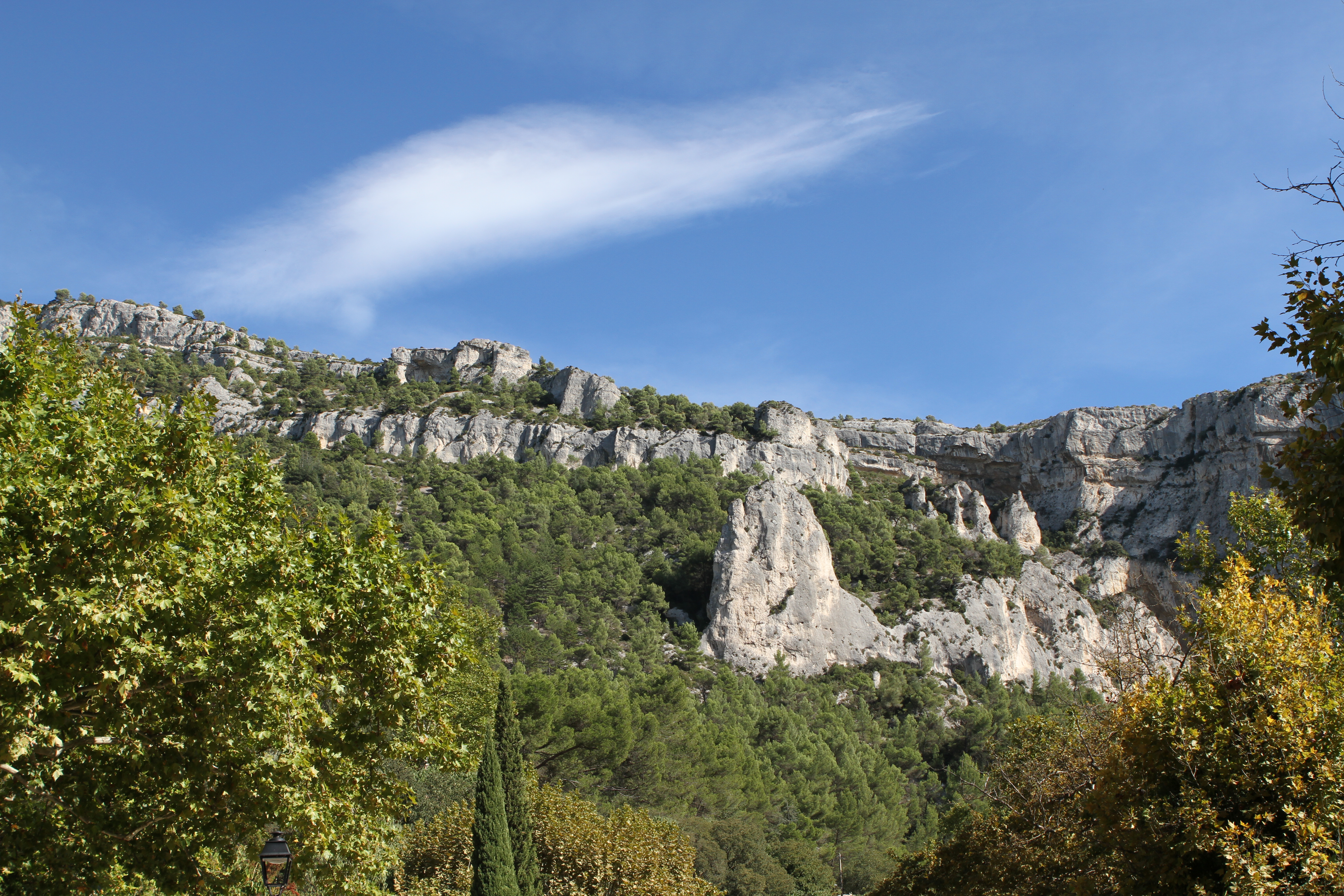
Fontaine-de-Vaucluse, au centre.

## Hydrographie
Le département de Vaucluse compte plusieurs cours d'eau d'importance, à commencer par les deux servant de limites départementales : le Rhône, à l'ouest, et la Durance au sud. Au nord du département, l'Eygues et l'Ouvèze coulent d'est en ouest, vers le Rhône, prenant leur source dans la Drôme. Cette rivière est notamment connue par les inondations de Vaison-la-Romaine en septembre 1992, qui ont fait 47 morts et 34 disparus. Au centre du département, coule la Sorgue, comportant plusieurs branches, à partir du Partage des Eaux, se regroupant peu avant sa confluence avec l'Ouvèze, à Bédarrides. Au sud du département, le Calavon sert de délimitation entre les monts de Vaucluse et le massif du Luberon. Ce cours d'eau rejoint la Durance à Cavaillon.

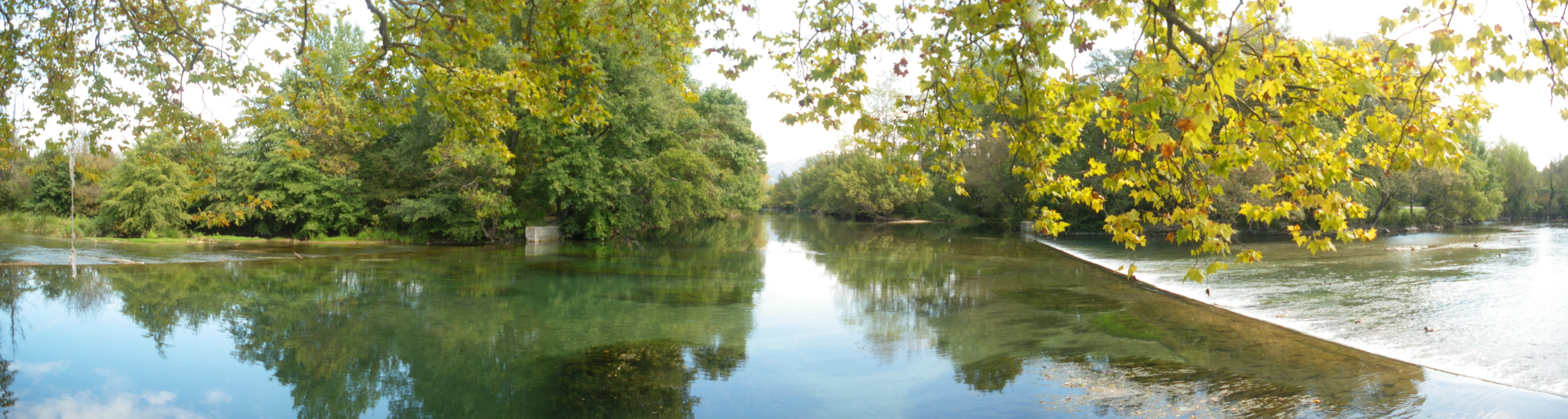
Partage des eaux de la Sorgue, à L'Isle-sur-la-Sorgue

Le département compte également deux sources spécifiques, de type résurgence karstique : le Groseau à Malaucène, et la fontaine de Vaucluse à Fontaine-de-Vaucluse, qui donne son nom au département.

## Subdivisions

### Subdivisions historiques
- Enclave des Papes
- Comtat Venaissin

### Subdivisions administratives
Le département compte trois Arrondissements : l'Arrondissement d'Apt, l'Arrondissement d'Avignon et l'Arrondissement de Carpentras.
Depuis la réforme des cantons de 2010, le département compte 17 cantons, à partir des élections départementales de 2015 en Vaucluse. Une des spécificités administratives est le canton de Valréas, dans l'Enclave des Papes, qui est intégralement enclavé dans le département de la Drôme.

## Climat
Le  climat du département de Vaucluse est de type méditerranéen, avec cependant  une note continentale marquée liée à l'emplacement géographique particulier à l'intérieur de la Provence et au relief : monts de Vaucluse, massif des Baronnies, mont Ventoux, Luberon.
Les caractéristiques du climat sont :
- des températures contrastées, avec une amplitude annuelle d'environ 18 °C
- des précipitations irrégulières : il y a moins de 80 jours de pluie par an et ces pluies tombent sous forme d'averses brutales au printemps et surtout à l'automne
- par rapport au reste de la France, l'été est chaud et sec, et l'hiver peut être doux comme absolument glacial dès que souffle le mistral
- des vents violents, surtout le mistral qui souffle près de 100 jours par an avec des pointes à 100 km/h
- une végétation principalement constituée de garrigues, des forêts clairsemées

|                | Vaucluse                 | France     |
| -------------- | ------------------------ | ---------- |
| Ensoleillement | 2 800 h/an               | 1 973 h/an |
| Pluie          | 700 mm/an (sur 80 jours) | 770 mm/an  |
| Vent           | 110 j/an                 |            |